# Oxalis macrorrhiza
Oxalis macrorrhiza är en harsyreväxtart som beskrevs av John Gillies. Oxalis macrorrhiza ingår i släktet oxalisar, och familjen harsyreväxter. Inga underarter finns listade i Catalogue of Life.